# Юри Тилеманс
Юри Тилеманс (на нидерландски: Youri Tielemans) е белгийски футболист, полузащитник. Играе за английския клуб Астън Вила и националния отбор на Белгия.

## Клубна кариера

### „Андерлехт“
Роден е на 7 май 1997 г. в Синт Пийтерс Леу, окръг Хале-Вилворде, Фламандски Брабант, Белгия в семейството на белгиец и майка с конгоански корени. На петгодишна възраст започва да тренира в академията на „Андерлехт“, а на 16 години подписва първия си професионален договор.
Дебютира на 28 юли 2013 г. в белгийския елит срещу „Локерен“ при загубата с 2:3, като Тилеманс става четвъртият най-млад играч в историята на отбора. На 2 октомври в домакински мач срещу „Олимпиакос“, загубен с 0:3, Юри става най-младият белгиец, играл в Шампионската лига, дебютирайки на 16 години и 148 дни. През този сезон той печели и белгийската Про Лига. През същата и следващата година е избран за най-добър млад футболист в Белгия.
През сезон 2016/17 Тилеманс вкарва 13 гола в 37 мача. Той печели втората си шампионска титла с екипа на „лилаво-белите“ и е отличен като най-добър играч в първенството и най-добър играч от африкански произход. С клуба достига до четвъртфиналната фаза в Лига Европа, където отбелязва пет гола и попада в идеалния отбор на турнира.

### „Монако“
На 24 май 2017 г. Тилеманс се присъединява към френския шампион „Монако“ за сумата от 25 милиона евро, подписвайки петгодишен договор. Прави дебюта си за тима от княжеството на 29 юли за Суперкупата на Франция срещу „Пари Сен Жермен“, като прави асистенция на Джибрил Сидибе за единственото попадение в поражението с 2:1. Няколко дни по-късно изиграва първия си мач и в Лига 1, като влиза в игра в 87-ата минута срещу „Тулуза“. Първият гол за клуба отбелязва на 13 септември 2017 г. в дебюта си за евротурнирите, когато „монегаските“ завършват 1:1 срещу „РБ Лайпциг“. Първият си гол във френското първенство вкарва на 2 септември 2018 г. в мача срещу „Олимпик“ (Марсилия).

### „Лестър Сити“
На 31 януари 2019 г. Тилеманс е преотстъпен под наем в „Лестър Сити“ до края на сезона на мястото на португалеца Адриен Силва. Първото си попадение във Висшата лига вкарва на 9 март, като открива резултата при победата срещу „Фулъм“ с 3:1.
На 8 юли същата година Лестър откупува правата му за 32 милиона евро и той подписва договор за четири години с отбора. На 15 май 2021 г. Тилеманс вкарва единствения и победен гол във финала на ФА Къп срещу „Челси“. Това е първата национална купа в историята на „лисиците“, а Юри е избран за играч на мача.

### „Астън Вила“
На 10 юни 2023 г. „Астън Вила“ обявява, че Тилеманс ще стане част от отбора в края на сезона, след като договорът му изтича и не е подновен.

## Национален отбор
Дебютира за националния отбор на 9 ноември 2016 г. в приятелски мач срещу Нидерландия, завършил 1:1.
Тилеманс е част от състава на Световното първенство през 2018 г.. Той играе в четири мача, включително в този за трето място при победата над Англия с 2:0.
Участва на Европейското първенство през 2020 и Световното първенство през 2022 година. На Евро 2024, в мач от груповата фаза срещу Румъния, Юри вкарва първото попадение 73 секунди след началото на срещата, който е третият най-бързо отбелязан гол в историята на шампионата.

## Успехи
Андерлехт
- Белгийска Про лига (2): 2013/14, 2016/17
- Суперкупа на Белгия (2): 2013, 2014

Лестър
- ФА Къп (1): 2020/21
- Къмюнити Шийлд (1): 2021

 Белгия
- Световно първенство по футбол – бронзов медал: 2018

## Статистика
Национален отбор
Информацията е актуална към 14 октомври 2024 г.
| Белгия | Белгия | Белгия |
| Година | Мачове | Голове |
| ------ | ------ | ------ |
| 2016   | 2      | 0      |
| 2017   | 6      | 0      |
| 2018   | 11     | 0      |
| 2019   | 9      | 2      |
| 2020   | 6      | 2      |
| 2021   | 13     | 1      |
| 2022   | 11     | 1      |
| 2023   | 7      | 0      |
| 2024   | 9      | 4      |
| Общо   | 74     | 9      |

|  | Тази страница частично или изцяло представлява превод на страницата Youri Tielemans в Уикипедия на сърбохърватски. Оригиналният текст, както и този превод, са защитени от Лиценза „Криейтив Комънс – Признание – Споделяне на споделеното“, а за съдържание, създадено преди юни 2009 година – от Лиценза за свободна документация на ГНУ. Прегледайте историята на редакциите на оригиналната страница, както и на преводната страница, за да видите списъка на съавторите. ВАЖНО: Този шаблон се отнася единствено до авторските права върху съдържанието на статията. Добавянето му не отменя изискването да се посочват конкретни източници на твърденията, които да бъдат благонадеждни. Моля, добавете oldid номера на версията, от която е направен преводът! |